# Сказання про землю Сибірську
«Сказання про землю Сибірську» — радянський кольоровий музичний фільм, поставлений на кіностудії «Мосфільм» в 1947 році режисером Іваном Пир'євим за сценарієм Євгена Помєщикова і Миколи Рожкова.

## Сюжет
Піаніст Андрій Балашов (Володимир Дружников) після поранення на фронті під час Великої Вітчизняної втратив можливість серйозно займатися музикою, тому що пошкодив руку. Не попрощавшись з друзями і Наташею (Марина Ладиніна), яку любив, їде в Сибір. Працює на будівництві комбінату, а вечорами співає в чайній. Випадково, через погодні умови, на аеродром поблизу цього будівництва садять літак з друзями Андрія, що летять на конкурс за кордон — Борисом Оленичем (Володимир Зельдін) і Наташею. Андрій зустрічається з ними. Зустріч змінює його життя. Він їде в Заполярря і натхненний героїчною працею будівельників пише симфонічну ораторію «Сказання про землю Сибірську», яка одержує загальне визнання.

## У ролях
- Володимир Дружников —  Андрій Миколайович Балашов
- Марина Ладиніна —  Наталія Павлівна Малініна
- Борис Андрєєв —  Яків Захарович Бурмак
- Віра Васильєва —  Анастасія Петрівна Гусенкова
- Сергій Калінін —  завідувач чайної, Корній Нефедович Заварін
- Олена Савицька —  буфетниця Капітоліна Кіндратівна
- Володимир Зельдін —  піаніст Борис Григорович Оленич
- Михайло Сидоркин —  Сергій Томакуров
- Григорій Шпігель —  Григорій Галайда
- Василь Зайчиков —  професор Вадим Сергійович Ігонін, дядько Наташі
- Тетяна Баришева —  відвідувачка чайної  (в титрах не вказано)
- Володимир Дорофєєв —  Григорій Іванович  (в титрах не вказаний)
- Петро Любешкін —  відвідувач чайної  (в титрах не вказаний)
- Гавриїл Бєлов —  відвідувач чайної  (немає в титрах)
- Іван Рижов —  диспетчер  (в титрах не вказаний)
- Володимир Уральський —  Носов  (в титрах не вказаний)
- Микола Хрящиков —  епізод  (немає в титрах)
- Костянтин Лабутін —  Сенько  (в титрах не вказаний)
- Євген Григор'єв —  відвідувач чайної (в титрах не вказаний)

## Знімальна група
- Автор задуму і постановка — Іван Пир'єв
- Сценарій:
  - Євген Помєщиков
  - Микола Рожков
- Головний оператор — Валентин Павлов
- Художники-постановники:
  - Артур Бергер
  - Борис Чеботарьов
- Композитор — Микола Крюков
- Текст пісень — Євген Долматовський
- Вірші — Ілля Сельвинський
- Звукооператор — Валерій Попов
- Режисери:
  - Федір Філіппов
  - Наум Трахтенберг
- Оператори:
  - Микола Большаков
  - Віктор Масленников
  - Тимофій Лебешев
- Художник по костюмах — Костянтин Урбетіс
- Грим — Віра Рудіна
- Асистенти режисера:
  - Ф. Солуянов
  - Артавазд Кефчіян
  - М. Юдкін
  - Джанет Тамбієва
- Асистент оператора — Леонід Крайненков
- Асистенти звукооператора:
  - Валентина Щедрина
  - Арташес Венеціан
  - Р. Крічевер
- Монтаж — Анна Кульганек
- Комбіновані зйомки:
  - режисер — Федір Красний
  - оператор — Борис Арецький
  - художник — Людмила Александровська
- Директора картини:
  - Ісаак Зайонц
  - І. Салуянов
  - Р. Гіммельфарб